# K.Gandathur, Heggadadevankote
K.Gandathur là một làng thuộc tehsil Heggadadevankote, huyện Mysore, bang Karnataka, Ấn Độ.